# Mathias Gehrt
Mathias Krathmann Gehrt (* 7. Juni 1992) ist ein dänischer Fußballspieler. Der offensive Mittelfeldspieler steht seit der Saison 2013/14 beim niederländischen Ehrendivisionär ADO Den Haag unter Vertrag. Hierher wechselte er von Brøndby IF, für den er seit 2007 aktiv gewesen war und seit 2010 in der Superliga gespielt hatte. Am 31. August 2016 wurde der laufende Vertrag aufgelöst. Gehrt war lange verletzt gewesen, kam danach jedoch durch die große Konkurrenz im Mittelfeld von ADO nicht mehr zum Einsatz. Am 29. September 2016 wurde bekannt, dass er einen Vertrag beim dänischen Zweitligisten FC Helsingør unterzeichnet hatte. Bereits im Januar 2017 folgte der nächste Wechsel zum FC Roskilde. Zur Saison 2018/19 wechselte Gehrt zum Nykøbing FC. Im Juni 2023 wurde bekannt, dass der Superliga-Aufsteiger Hvidovre IF Gehrt verpflichtet hat.